# Holger Börner
Holger Börner (7 de febrero de 1931 en Kassel - 2 de agosto de 2006 en la misma ciudad) fue un político alemán del SPD. Desde 1967 a 1972 era secretario parlamentario del Ministerio Federal de Transporte, a partir de 1969 fue ministro Federal de Transporte de Correos y Telecomunicaciones y el primer ministro del Estado de Hesse de 1976 a 1987.

## Carrera
Tras la Segunda Guerra Mundial, Börner aprendió el oficio de albañil donde llegó a entrar en el mundo de la política.
Fue ministro-presidente de Hesse desde 1976 hasta 1987. En este puesto, se desempeñó como Presidente del Bundesrat en 1986/87, pero solo sirvió hasta las elecciones al Landtag del 24 de abril de 1987.
En 1984, él y su partido perdió la mayoría absoluta en el Parlamento del Estado Federado de Hesse. Se las arregló para poner en práctica el primer ministro (el gobierno) en Alemania y fue reelegido, aunque le había prometido de antemano nunca trabajar con el partido verde. En la administración, Joschka Fischer fue el primer miembro del Partido Verde en Alemania. Desde diciembre de 1987 hasta su elección como presidente honorario en enero de 2003, fue presidente de la Fundación Friedrich Ebert, también conocido como (FES). Desde 1995 fue miembro de la junta de la Fundación Canciller Willy Brandt.
Estuvo en la oficina federal del SPD desde 1972 hasta 1988.

## Muerte
Börner murió de cáncer a los 75 años el 2 de agosto de 2006 dejando su esposa Carola y sus tres hijos.

## Galería de imágenes

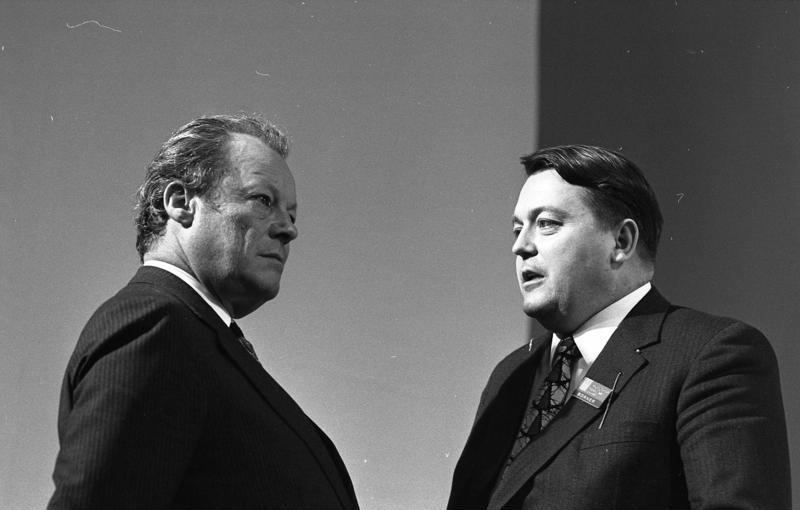
Börner en un congreso del SPD con Willy Brandt en abril de 1973.
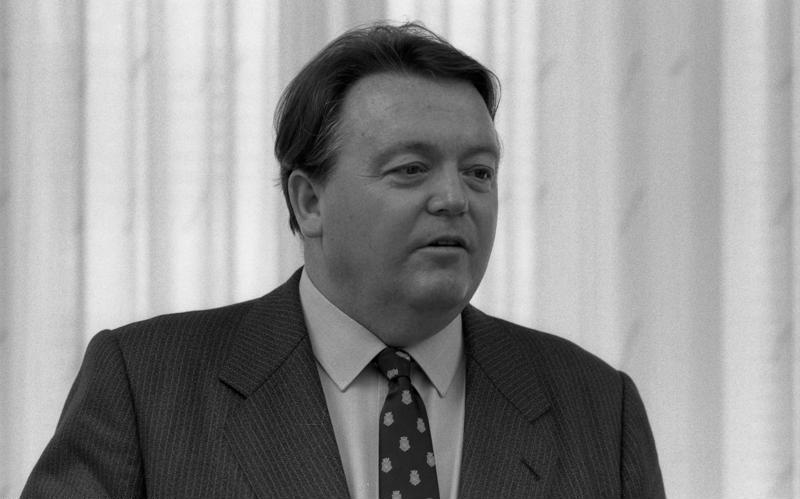
Börner en el 1982.
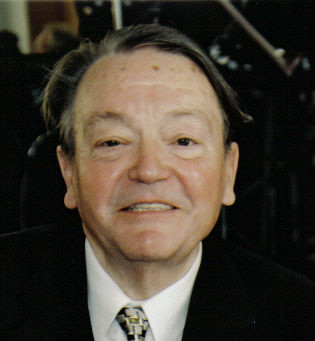
Börner en el 2001.
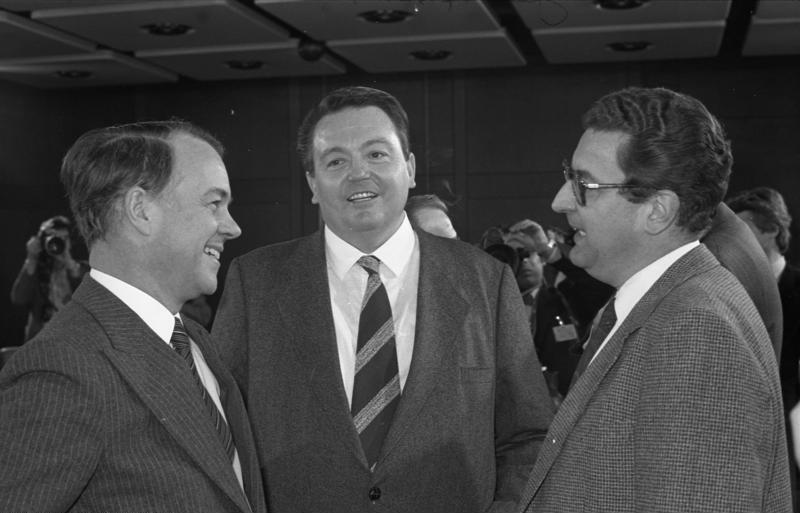
Ernst Albrecht, Holger Börner y Gerhart Baum en la Cancillería Federal de Bonn en 1980.